# Lee Orloff
Pour les articles homonymes, voir Orloff.
Lee Orloff est un ingénieur du son américain.

## Biographie
Lee Orloff fait des études de cinéma à l'Université de New York. Il crée en 1977 sa société "OPI", devenue en 2011 "OPI - NoyzBoyz".
Il fait partie des directeurs de la Cinema Audio Society.

## Filmographie (sélection)
- 1984 : Sang pour sang (Blood Simple) de Joel Coen
- 1989 : Abyss (The Abyss) de James Cameron
- 1991 : Terminator 2 : Le Jugement dernier (Terminator 2: Judgment Day) de James Cameron
- 1992 : Sang chaud pour meurtre de sang-froid (Final Analysis) de Phil Joanou
- 1993 : Geronimo (Geronimo, An American Legend) de Walter Hill
- 1993 : Last Action Hero de John McTiernan
- 1994 : True Lies de James Cameron
- 1995 : Heat de Michael Mann
- 1997 : Le Collectionneur (Kiss the Girls) de Gary Fleder
- 1998 : Blade de Stephen Norrington
- 1999 : Révélations (The Insider) de Michael Mann
- 2000 : The Patriot de Roland Emmerich
- 2001 : Ali de Michael Mann
- 2002 : Le Cercle (The Ring) de Gore Verbinski
- 2003 : Pirates des Caraïbes : La Malédiction du Black Pearl (Pirates of the Caribbean: The Curse of the Black Pearl) de Gore Verbinski
- 2004 : Collatéral (Collateral) de Michael Mann
- 2004 : Starsky et Hutch (Starsky & Hutch) de Todd Phillips
- 2006 : Pirates des Caraïbes : Le Secret du coffre maudit (Pirates of the Caribbean: Dead Man's Chest) de Gore Verbinski
- 2007 : Pirates des Caraïbes : Jusqu'au bout du monde (Pirates of the Caribbean: At World's End) de Gore Verbinski
- 2009 : Very Bad Trip de Todd Phillips
- 2011 : Pirates des Caraïbes : La Fontaine de jouvence (Pirates of the Caribbean: On Stranger Tides) de Rob Marshall

## Distinctions

### Récompenses
- Oscars 1992 : Oscar du meilleur mixage de son pour Terminator 2 : Le Jugement dernier
- BAFTA 1992 : British Academy Film Award du meilleur son pour Terminator 2 : Le Jugement dernier

### Nominations
- Oscar du meilleur mixage de son
  - en 1990 pour Abyss
  - en 1994 pour Geronimo
  - en 2000 pour Révélations
  - en 2001 pour The Patriot
  - en 2004 pour Pirates des Caraïbes : La Malédiction du Black Pearl
  - en 2007 pour Pirates des Caraïbes : Le Secret du coffre maudit
- British Academy Film Award du meilleur son
  - en 2004 pour Pirates des Caraïbes : La Malédiction du Black Pearl
  - en 2005 pour Collatéral
  - en 2007 pour Pirates des Caraïbes : Le Secret du coffre maudit
- Cinema Audio Society Award
  - en 1995 pour True Lies
  - en 1996 pour Heat
  - en 2001 pour The Patriot
  - en 2004 pour Pirates des Caraïbes : La Malédiction du Black Pearl
  - en 2007 pour Pirates des Caraïbes : Le Secret du coffre maudit
  - en 2012 pour Pirates des Caraïbes : La Fontaine de jouvence